# Live at the Village Vanguard Volume One
Live at the Village Vanguard Volume One là một album trực tiếp của tay trống jazz Elvin Jones thu âm năm 1984 tại làng tiên phong và phát hành trên nhãn Landmark.

## Tiếp nhận
Tạp chí AllMusic chấm album 4 sao và cho rằn "Không có nhiều nhóm nhạc trống có hai nghệ sĩ saxophone tenor, nhưng Elvin Jones, người đã sử dụng hai giọng nam cao trong một số bản ghi âm trước đó của mình, rõ ràng rất thích sự kích thích mà Frank Foster và Pat La Barbera cung cấp một người khác trong cuộc hẹn trực tiếp này tại Village Vanguard... Bassist Chip Jackson rất vững chắc và cách tiếp cận đàn hồi của Jones giúp âm nhạc luôn tươi mới ".

## Danh sách bài hát
1. " Thật dễ nhớ " (Lorenz Hart, Richard Rodgers) - 11:19
2. "Tiền tuyến" (Dave Samuels) - 11:15
3. " Tohryanse, Tohryanse " (Truyền thống) - 17:16
4. "George và tôi" (Elvin Jones) - 6:30
5. " Một tình yêu tối cao " (John Coltrane) - 19:19

## Thành viên tham gia
- Elvin Jones - trống
- Frank Foster, Pat LaBarbera - saxophone tenor
- Fumio Karashima - piano
- Chip Jackson - bass